# Institutul Național de Medicină Legală „Prof. Dr. Mina Minovici”
Institutul Național de Medicină Legală „Mina Minovici” (abrev. I.M.L. sau I.N.M.L.) este un așezământ dedicat medicinei legale din București. Institutul a fost inaugurat în anul 1892 de către medicul al cărui nume îl poartă în prezent ca semn de omagiu. Este prima instituție de profil din România și din lume.

Institutul medico-legal Profesor Mina Minovici ridicat în 1892 în București, pe strada Cӑuzași, și demolat în septembrie 1985

## Istoric
Institutul a fost inaugurat la data de 20 decembrie 1892 de către medicul legist Mina Minovici, în prezența primarului Bucureștiului, Pache Protopopescu, și a ministrului de justiție Alexandru Marghiloman. Denumirea inițială, „Morga orașului”, a fost schimbată șase ani mai târziu (1898), clădirea devenind „Institutul medico-legal”, primul de acest fel din lume. Schimbarea denumirii a fost hotărâtă de către medicul Minovici, în dorința de a iniția o rețea națională de institute specializate în sectorul medicinei legale. Se căuta izolarea serviciilor și a personalului legist de sistemul de sănătate publică și de cel psihiatric.
Institutul cuprindea o sală de autopsie cu 8 mese, o bibliotecă, un amfiteatru, săli de lucrări practice, laboratoare de anatomie patologică, criminalistică, fotografie judiciară și un muzeu alcătuit de profesorul Minovici.

## Proiecte
Institutul susține înființarea unui muzeu de antropologie urbană în România. Proiectul a primit avizul favorabil de la Comisia Națională a Muzeelor și Colecțiilor de Specialitate (coordonată de Ministerul Culturii și Cultelor).